# Banovci (Bebrina)
Banovci su posavsko selo smješteno 18 km jugozapadno od Slavonskoga Broda i 2 kilometra od rijeke Save. Nalazi se na cesti Brodski Stupnik-Slavonski Brod. Susjedna sela su Šumeće, Dubočac, Bebrina i Slavonski Kobaš.

## Ime
Gašpar Vinjalić je dao moguće objašnjenje naziva raznih mjesta s imenom Banovci: "Izvor dobi ime Banovača, jer su Hrvati upravitelje utvrda zvali banovima, a da bi ih razlikovali od bana pokrajine upotrebljavali su umanjenicu "banovci"." Banovac je bio i novac u Slavoniji i Erdelju.

## Banovci danas
U centru sela nalaze se zgrada područne osnovne škole Antuna Matije Relkovića, crkva, mjesni dom u čijim se prostorijama nalazi trgovina i spremište DVD Banovci, te park koji je zasađen od članova DVD Banovci 1968. u čijem sklopu je i arteški bunar izgrađen 60-tih godina. Dijelovi sela su Gornji kraj, Donji kraj, Sokak i Zaloji. U selu se nalazi katolička crkva Preobraženja Gospodinova, a ulazi u sastav Požeške biskupije. Kirvaj je svake godine 6. kolovoza na blagdan Preobraženja Gospodinova u Banovcima poznato kao Priobraženje. Na groblju se nalazi katolička kapelica, te pravoslavna kapela Svetog Proroka Ilije. 
Na Tijelovo se formira procesija iz banovačke crkve koja ide do bebrinske te se pjeva na čast tijela Isusova.
Na istoku sela nalazi se Tematsko-edukativni park koji je realizirala Lovna udruga Srna Banovci u suradnji s Općinom Bebrina uz potporu Europske unije i Republike Hrvatske.
Banovci su jedno od 14 endemskih sela zapadne Brodske Posavine u kojima je zabilježena bolest endemska nefropatija. Endemska nefropatija (EN) kronična je bubrežna bolest s velikom učestalosti karcinoma gornjih dijelova mokraćnog sustava.

## Povijest
Selo se spominju 1451. godine kao vlasništvo jednog od potomaka plemićke obitelji Jakuša (Jakuševića). Godine 1699. Müller ga je ucrtao u topografsku kartu pod imenom Banovac, iz karte se vidi da je okolica sela obrasla šumom. Prema izvoru kanonske vizitacije 1730. selo je imalo 40 kuća, novu drvenu kapelu sa slikom Preobraženja Gospodnjeg i groblje te je bilo u sastavu župe Kobaš. Godine 1746. u Banovcima su bile 33 kuće i 54 obitelji. U izviješću 1758. se napominje da je drvena kapela 4x3 m4 dotrajala i da su mještani željni graditi novu, no to nije bilo moguće velikih nameta. Pored ulaza u kapelu bilo je postavljeno zvono teško 40 kg.
Godine 1760. Banovci su imali 36 kuća, 52 obitelji i 319 katolika. Te godine zabilježena su prezimena Alavanić, Ćosić, Karalić, Pavić, Bazadžić, Kolić, Filaković, Stivić, Petković, Grgašević, Olojević, Kobašić, Orozović, Tadianović, Bošnjaćić, Mikajević, Boić i Petrić.
Na istoku sela kod groblja postoji nalazište gline. U prošlosti je postojala i ciglana u vlasništvu požeške obitelji Prpić. Koliko je ciglana bila važna obitelji Prpić pokazuje i to da su se njezini članovi do kraja Drugog svjetskog rata ukapali na banovačkom groblju udaljenom tek pedesetak metara od ciglane. Veliki nadgrobni spomenici obitelji Prpić i danas su očuvani na groblju. Na mjestu gdje je iskapana glina izrasla je šuma, ali su ostale udubine duboke i pet metara. Taj dio sela se zove iskop ili ciglana. I tu se danas nalazi Tematsko-edukativni par. Prije komesacije koje je započela 1958. godina, oko sela su se prostirala tri pašnjaka zvana urije. Jedan se prostirao južno od sela prema šumi Frast i rijeci Savi, drugi je bio sjeveroistočno prema Bebrini i Kaniži, a treći prema Slavonskom Kobašu i dijelu Bebrine zvanom Kačanik. Na tim pašnjacima obitavalo je stotine krava, konja, svinja, gusaka i ovaca.

### Drugi svjetski rat
Kroz Banovce je 3. studenog 1943. prošla partizanska 12. Slavonska NOU brigada na putu za Središnju Bosnu gdje se išla boriti protiv četnika. Brigada je krenula iz Odvoraca (Grgurevića) u 22 sata 2. studenog 1943. i kretala se pravcem Grgurevići - Kaniža - Bebrina - Banovci - Slavonski Dubočac gdje je došla 3. studenog u 3 sata. Četvri bataljon brigade dobio je zadatak da utabori položaj za obranu 1 km uzvodno od Slavonskog Dubočca prema Slavonskom Kobašu i Banovcima.

### Domovinski rat
Domovinski rat u Banovcima počinje kasnije nego u ostalim krajevima Hrvatske tek 1992. početkom rata u Bosanskoj Posavini. Iako su još 1991. u centru sela ubijene četiri osobe hrvatske nacionalnosti, a jedna srpske teško ranjena, zločin je imao nacionalni preznak (iako na ovom području su sva sela bila većinsko hrvatska), dogodio se lokalu kojeg je vlasnik bio Srbin. U ratno vrijeme nekoliko kuća u vlasništvu Srba je minirano i propucano, požari su podmetnuti i kod Hrvata. Prvi napadi na selo počeli su u proljeće 1992. godine kada su granate s brda u Bosanskoj Posavini počele padati na selo. Selo je trpilo svakodnevne topničke napade iz Bosne s planine Motajice s koje je i granatiran i Slavonski Brod. Djeca su bila evakuirana iz sela na Bjelolasicu gdje je bila izmještene i škola. U napadima je poginula Mara Mostovi rođena 1917. godine, a mnoge kuće i gospodarski objekti su srušeni i oštećeni.  Napadi su trajali do početka jeseni 1992. kada su padom prvo Dervente a kasnije i Bosanskoga Broda prestali. Padom Bosanskoga Broda banovčani su primili izbjeglice Hrvate i Muslimane iz Bosanskog Brod te sela Sijekovac, Donje Kolibe.

## Obrazovanje
Niža pučka škola u Banovcima osnovana je 1830. godine. Pučka škola u Banovcima je sagrađena 1867. Škola ima školsku sobu, kuhinju, dvije prostorije i dva hodnika. Niža pučka škola radi od 1830. do 1929. godine. Od 5. rujna 1914. sve škole, pa tako i škola u Banovcima, morale su koristiti naziv: opća niža pučka škola. Nakon Prvog svjetskog rata mijenja se struktura stanovnika po vjeri, tako da se upisuje i pravoslavna i   grkokatolička vjera (grkokatolici se javljaju još na početku 1890-tih). Državna osnovna škola radi od 1932. do 1935, a zatim državna narodna škola (1935. – 1941.). Državna mješovita pučka škola radi od 1941. do 1946, a narodna osnovna škola Banovci od 1946. do 1957. Narodni odbor općine Slavonski Brod 1957., određuje da je škola u Banovcima četverogodišnja koja pripada centru u Bebrini.
Osnovna četverogodišnja škola radi od 1957. sve do 1960. Škola je postojala i dalje, ali ne samostalno, nego kao dio osnovne škole Bebrina, pod tim nazivom sve do 1976. kada mijenja naziv u Područna škola Banovci Osnovne škole „Franjo Marinić“ Bebrina.)

## Udruge
- Lovna udruga Srna
- DVD Banovci

## Stanovništvo
| broj stanovnika | 481   | 451   | 369   | 379   | 385   | 485   | 492   | 501   | 547   | 519   | 494   | 443   | 372   | 399   | 400   | 357   | 340   |
|                 | 1857. | 1869. | 1880. | 1890. | 1900. | 1910. | 1921. | 1931. | 1948. | 1953. | 1961. | 1971. | 1981. | 1991. | 2001. | 2011. | 2021. |

## Šport
- NK Mladost 1977 Banovci
- NK Mladost Banovci, bivši nogometni klub

Svake godine uoči Tijelova na nogometnom igralištu se održava malonogometni turnir.

## Galerija
- Veliki Kanal koji teče južno od naselja
- Banovci u jesen
- Ulaz u selo iz smjera Šumeća